# Sugar Land
Sugar Land is een plaats (city) in de Amerikaanse staat Texas, en valt bestuurlijk gezien onder Fort Bend County.

## Demografie
Bij de volkstelling in 2000 werd het aantal inwoners vastgesteld op 63.328.
In 2006 is het aantal inwoners door het United States Census Bureau geschat op 79.943, een stijging van 16615 (26.2%).

## Geografie
Volgens het United States Census Bureau beslaat de plaats een oppervlakte van
64,6 km², waarvan 62,4 km² land en 2,2 km² water. Sugar Land ligt op ongeveer 23 m boven zeeniveau.

## Plaatsen in de nabije omgeving
De onderstaande figuur toont nabijgelegen plaatsen in een straal van 8 km rond Sugar Land.